# Rio Paiva
O rio Paiva é um curso de água que nasce na serra de Leomil, mais especificamente na freguesia de Pera Velha - pertencente ao concelho de Moimenta da Beira - e desagua no Douro, em Castelo de Paiva, apanhando a freguesia de Fornos pela margem esquerda. Pela margem direita, encontra a freguesia de Souselo, Cinfães.
Foi considerado não há alguns anos o rio menos poluído da Europa. Ainda hoje é local de desova de trutas.[carece de fontes?]
Está classificado como Sítio de Importância Comunitária na Rede Natura 2000.

## Ameaças ao rio Paiva
A principal ameaça para além do homem, provém da invasão pelas acácias e da instalação frequente de povoamentos monoculturais de eucaliptos e de pinheiro-bravo.
Outras ameaças são a implementação de pequenos e grandes empreendimentos hidroeléctricos; casos pontuais de extracção e lavagem de inertes, fogos, construção de açudes, construções clandestinas, implantação de aviários e pisciculturas, florestação de terras agrícolas, sobretudo lameiros, cervunais e malhadais.
A expansão urbano-turística é outra preocupação para as associações de defesa do vale do Paiva, com o aumento significativo de visitantes nos últimos anos, devido à inauguração dos "Passadiços do Paiva" em Arouca.

## Arouca Geopark
Um dos principais pontos de passagem deste curso de água é o concelho de Arouca, onde foram construídos os Passadiços do Paiva, a uma hora de distância do Porto, que permitem, por momentos, sairmos da realidade do espaço urbano da cidade e entrar num cenário saído de um filme, sendo um passadiço de madeira com cerca de 8,7 quilómetros, estando prevista a construção de mais 12 quilómetros, localizado no território da União das Freguesias de Canelas e Espiunca, no concelho de Arouca (município da Área Metropolitana do Porto[carece de fontes?] e da Região do Norte de Portugal, integrado no extremo nordeste do distrito de Aveiro) construído ao longo da margem esquerda do rio Paiva, na bacia hidrográfica do rio Douro, entre a ponte de Espiunca e a praia fluvial do Areinho, abarcando assim a área conhecida como a "Garganta do Paiva", sendo um dos elementos principais do Arouca Geopark.
Os Passadiços do Paiva, a 4 de Setembro de 2016, foram eleitos como projeto turístico mais inovador da Europa, na edição de 2016 dos World Travel Awards, na categoria de Projeto de Desenvolvimento Turístico Líder na Europa, considerados os Óscars do Turismo a nível mundial.

## S.O.S. Rio Paiva
Em julho de 2010 foi constituída a S.O.S. Rio Paiva - Associação de Defesa do Vale do Paiva, uma Organização Não-Governamental de âmbito regional, que tem como objectivo a promoção sócio-cultural e preservação ambiental do Vale do Rio Paiva, através do fomento de práticas ecológicas sustentáveis e de conservação do património histórico-cultural e ambiental. A Associação tem actualmente mais de 500 associados e abrange 10 municípios ribeirinhos do Paiva: Castelo de Paiva, Arouca, Cinfães, Castro Daire, São Pedro do Sul, Viseu, Vila Nova de Paiva, Sátão, Sernancelhe e Moimenta da Beira.

## Afluentes
- Ribeira da Carvalhosa
- Ribeira da Lamosa
- Rio Ardena
- Rio Côvo
- Rio de Frades
- Rio Mau
- Rio Paivó
- Rio Sonso
- Rio Teixeira
- Rio Tenente